# Max Fleischer (botaniker)
Richard Paul Max Fleischer (født 4. juli 1861, død 3. april 1930) 
var en tysk maler og naturhistoriker fra Nedre Schlesien.
Max Fleischer studerede kunst i Breslau, senere i München og Paris. Hans interesse for geologi og palæontologi førte ham til Zurich og få år senere til Italien, hvor han i fem år studerede mosser og malede. I 1898 fik han af den hollandske regering til opgave at male billeder på Java (i Hollandsk Ostindien) i anledning af verdensudstillingen i Paris. Herfra foretog han mange rejser, især til Sumatra og Malayahalvøen, men også til Oceanien og Sydamerika. Efter sin hjemkomst i 1903 blev han udnævnt til professor i botanik på Berlins Universitet. Under sidste del af 1. verdenskrig rejste han i det Osmanniske Rige (Tyrkiet) og Makedonien, i 1925-1928 besøgte han de Kanariske Øer. Han døde i Menton på Den Franske Riviera i 1930.
Max Fleischer illustrerede flere værker om mosser og udviklede et nyt klassifikationssystem, der havde hovedvægten på sporehusets udformning. Systemet blev anvendt i  Adolf Englers Die Natürlichen Pflanzenfamilien (1924-1925). Det var også Max Fleischer, der første gang beskrev de hanlige dværgplanter hos visse mosser, f.eks. Alm. Hvidmos.
Kunstnerisk modtog han meget hæder for sine først impressionistiske og senere ekspressionistiske malerier.
M. Fleisch.  er standardforkortelsen (autornavnet) i forbindelse med et botanisk navn. Det er f.eks. autornavnet for Hylocomiaceae.
| Drei weibliche Akte auf sonniger Waldlichtung       |
| Drei weibliche Akte auf sonniger Waldlichtung, 1898 |

| Weiblicher Studienkopf           |
| Weiblicher Studienkopf, udateret |

| Akvarel ca. 1912  |
| Akvarel, ca. 1912 |

| Oliemaleri, den botaniske have i Bogor på det vestlige Java |
| Oliemaleri, den botaniske have i Bogor på det vestlige Java |

|                       |
| Oliemaleri, Java 1912 |

## Værker
- M. Fleischer, Die Musci der Flora von Buitenzorg (zugleich Laubmoosflora von Java). Bd. 1-3. E.J. Brill, Leiden, 1900-1902 (bd. 1).